# Shii Kazuo
Shii Kazuo (志位 和夫 (Chí Vị Hoà Phu) sinh ngày 29 tháng 7 năm 1954) là một chính trị gia Nhật Bản, người hiện đang giữ chức Chủ tịch Ủy ban Trung ương Đảng Cộng sản Nhật Bản (ĐCSNB) kể từ ngày 18 tháng 1 năm 2024. Ông cũng từng giữ chức Chủ tịch Đảng giai đoạn từ năm 2000 đến năm 2024.

## Đầu đời
Shii sinh ra ở Yotsukaidō thuộc huyện Chiba, là con của hai giáo viên. Ông tốt nghiệp Cử nhân Kĩ thuật Vật lí & Kĩ thuật tại Đại học Tōkyō. Ông tham gia ĐCSNB trong năm đầu tiên tại trường Đại học và trở thành một thành viên tích cực trong cánh sinh viên của đảng. Sau khi tốt nghiệp, ông nhận được một công việc trong Ủy ban ĐCSNB-Tokyo để lãnh đạo phong trào sinh viên thanh niên của Đại học Waseda. Ông bắt đầu làm việc trong Ủy ban Trung ương của ĐCSNB từ năm 1982.

## Sự nghiệp chính trị
Năm 1990, Shii trở thành người đứng đầu Ban thư kí của đảng. Năm 1993, ông được bầu làm thành viên Chúng Nghị viện lần đầu tiên cho khu bầu cử quận 1 Chiba, sau đó là khu vực bầu cử nhiều thành viên với 5 vị trí, sít sao đứng cuối cùng ở vị trí thứ 5 với chỉ 1.020 phiếu so với Tự Dân Đảng ở vị trí thứ 6 với ứng cử viên Eguchi Kazuo.
Shii trở thành lãnh đạo của đảng vào năm 2000.
Năm 2006, Shii trở thành chủ tịch ĐCSNB đầu tiên đến thăm Hàn Quốc, nơi ông đi dự hội nghị quốc tế của các đảng chính trị châu Á. Ông đã đến thăm địa điểm Nhà tù Seodaemun và bày tỏ lòng thành kính tưởng nhớ các nhà hoạt động chống thực dân Hàn Quốc đã bị giam cầm trong thời kì Nhật Bản đô hộ. Ở Hàn Quốc, Shii đã gặp diễn giả của Quốc hội, chủ tịch Đảng Uri, và lãnh đạo của Đảng Quốc đại. Ông cũng trở thành nhà lãnh đạo ĐCSNB đầu tiên đến thăm Hoa Kỳ vào tháng 4 năm 2010.
Năm 2020, dưới sự lãnh đạo của Shii, Đảng Cộng sản Nhật Bản đã tố cáo chính phủ Trung Quốc về các hoạt động của họ ở Biển Hoa Đông, Biển Đông và các nơi khác trong khu vực Châu Á - Thái Bình Dương. Một báo cáo quan điểm do đảng này đưa ra nói rằng "chủ nghĩa sôvanh và chủ nghĩa bá quyền của các cường quốc" của Trung Quốc là "một hiện tại bất lợi đối với hòa bình và tiến bộ thế giới." Tại hội nghị của đảng ở Atami, huyện Shizuoka, Shii nói rằng "sai lầm của giới lãnh đạo Trung Quốc là cực kì nghiêm trọng. Hành động đó không xứng đáng với tên gọi của Đảng Cộng sản." Các đảng cộng sản Nhật Bản và Trung Quốc trước đây đã từng chia rẽ trong nhiều thập kỉ.

## Đời tư
Shii chơi dương cầm; ông từng nói âm nhạc là "một phần cuộc sống [của ông ấy]" và nghiêm túc xem xét việc trở thành một nhạc sĩ. Khi chuẩn bị bắt đầu vào đại học, ông đã cân nhắc học chuyên ngành âm nhạc hoặc vật lí, và cuối cùng chọn vật lí. Shii cho biết các nhà soạn nhạc yêu thích của ông là Franz Schubert và Dmitri Shostakovich. Mặc dù ở hai đầu hoàn toàn trái ngược của phổ ý thức hệ, Shii đã tham gia một cuộc đối thoại với cựu Thủ tướng Koizumi Junichirō vào năm 2020, nơi mà họ thảo luận về tình yêu chung của họ đối với âm nhạc cổ điển.
Ông đã bị Nga trừng phạt vì ủng hộ Ukraina.

## Tác phẩm
- Shii, Kazuo (1992). Chủ nghĩa xã hội khoa học là gì?. Tokyo: Shinnihon Shuppansha. ISBN 4-406-02064-0.
- Shii, Kazuo (2007). Đảng cộng sản Nhật Bản là đảng gì?. Tokyo: Shinnihon Shuppansha. ISBN 978-4406050180.